# دانشگاه اردن

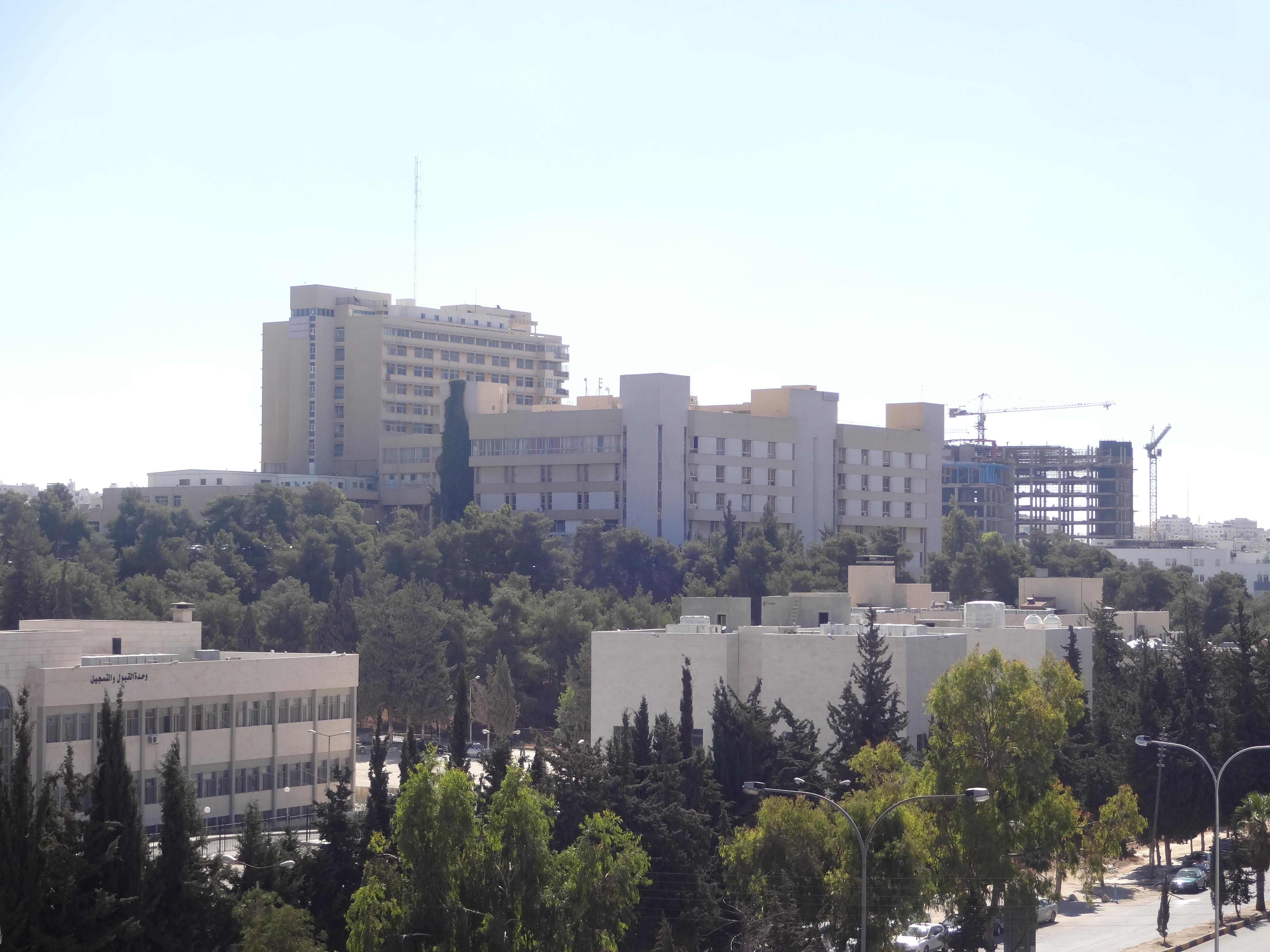
بیمارستان و مرکز پزشکی دانشگاه اردن

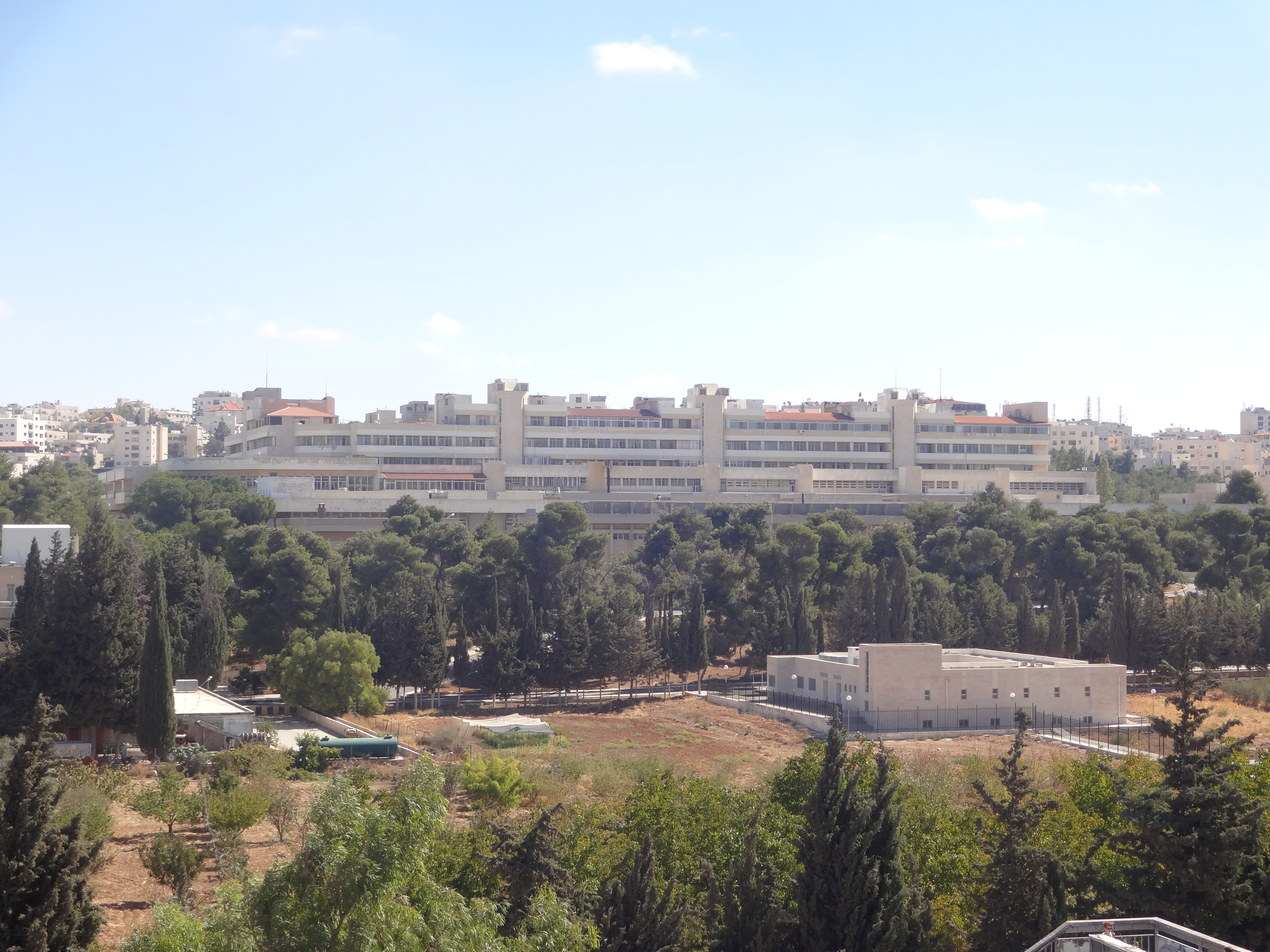
ساختمان دانشکده مهندسی در دانشگاه اردن

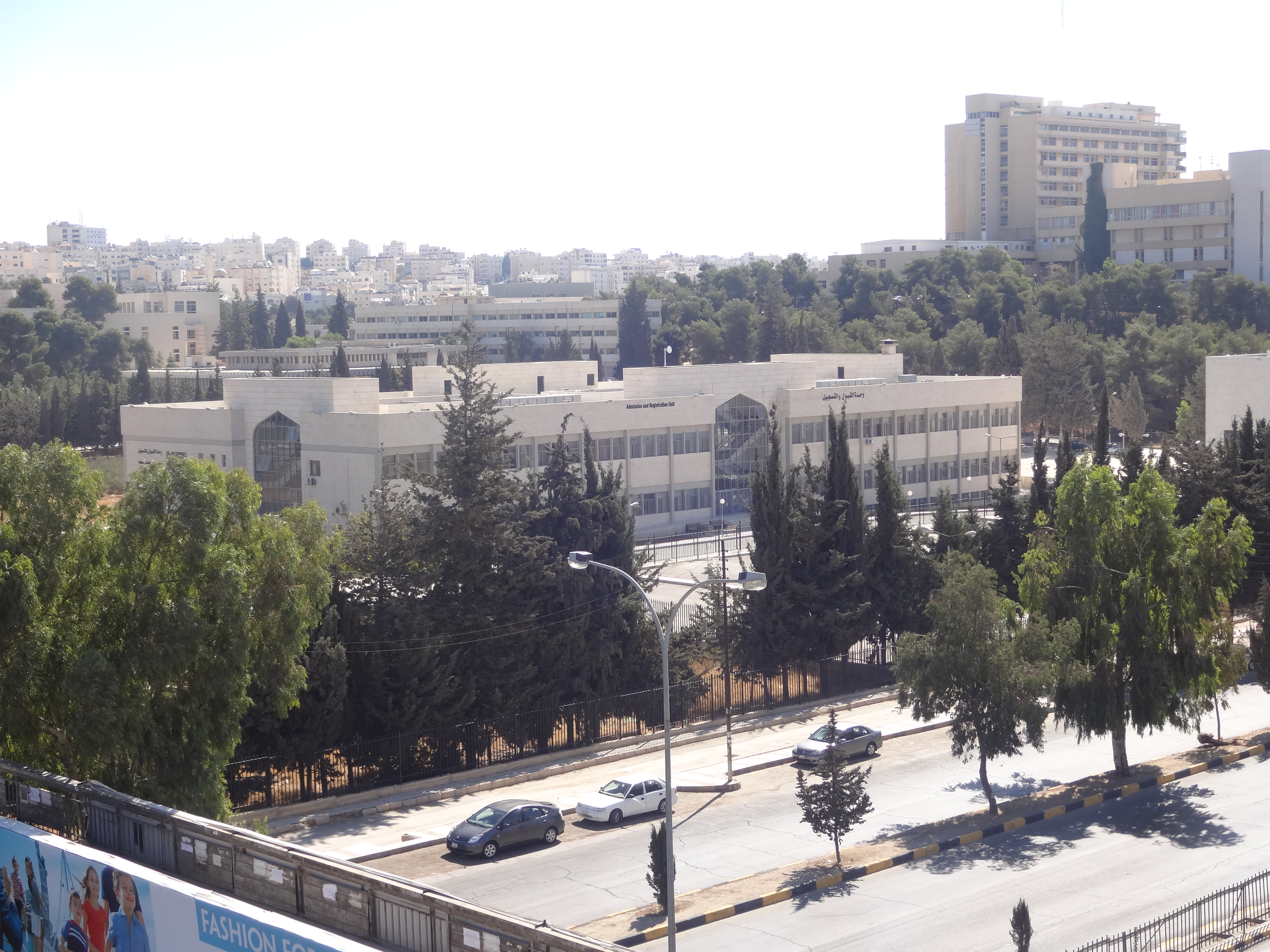
بخش پذیرش دانشگاه

دانشگاه اردن (عربی: الجامعة الأردنیة)، مخفف UJ، دانشگاهی دولتی واقع در امان، اردن است. این مؤسسه در سال ۱۹۶۲ بنیانگذاری شده و بزرگترین و قدیمی‌ترین مؤسسه آموزش عالی در اردن است.
این دانشگاه بالاترین میانگین پذیرش در کشور را دارد وبرترین دانشگاه در اردن و از معتبرترین دانشگاهها در جهان عرب و خاورمیانه بشمار می‌آید. این دانشگاه در منطقه الجبیهة در امان قراردارد. این دانشگاه در حال حاضر حدود ۱۴۰۰ نفر ااعضای هیئت علمی در استخدام دارد و بیش از ۳۷۰۰۰ دانشجوی در آن ثبت نام کرده‌اند.

## رتبه بندی
بر اساس رتبه‌بندی دانشگاه‌های جهان در آموزش عالی توسط موسسهٔ تایمز در سال 2022، دانشگاه اردن در رتبه 1000- 801دانشگاه برتر جهان قرار دارد و براساس نظامِ رتبه‌بندی QS در سال 2022 ، این دانشگاه در رتبه 650-601 دانشگاه برتر دنیا قرار دارد و اولین دانشگاه برتر اردن می‌باشد.

## دانشکده ها
دانشکده های دانشگاه اردن عبارتند از:
- دانشکده علوم
- دانشکده علوم انسانی
- دانشکده علوم سلامت

## تاریخ
این دانشگاه در سال ۱۹۶۲ با یک فرمان سلطنتی در شمال امان در آن زمان تأسیس شد. منطقه اطراف دانشگاه یکی از کلانشهرهای امان است و منطقه دانشگاه نامیده می‌شود.